# Rochefort-sur-Nenon
Rochefort-sur-Nenon é uma comuna francesa na região administrativa de Borgonha-Franco-Condado, no departamento de Jura. Estende-se por uma área de 10,2 km². Em 2010 a comuna tinha 684 habitantes (densidade: 67,1 hab./km²).